# Вуд, Роберт Колдуэлл
Роберт Колдуэлл Вуд (англ. Robert Coldwell Wood; 16 сентября 1923 года, Сент-Луис, штат Миссури, США — 1 апреля 2005 года) — американский политолог и государственный деятель, министр жилищного строительства и городского хозяйства США (1969).

## Биография
Окончил Принстонский университет, учёба в котором прерывалась в связи с участием Вуда в сражениях Второй мировой войны (участвовал в битве при Арденнах и был награждён медалью «Бронзовая звезда». После окончания Принстона получил степени Гарвардского университета: магистра в области государственного управления и доктора политологии.
В 1965—1969 годах преподавал политические науки в Массачусетском технологическом институте, в 1965—1969 годах — заместитель, в январе 1969 года — министр жилищного строительства и городского хозяйства США. На этих постах принимал участие в реализации программы городской модели (Model Cities Program) 1966 года и закона о Справедливом решении жилищных вопросов (Fair Housing Act) 1968 года.
В 1970—1977 годах — президент университета штата Массачусетс. Автор научных трудов в сферах политологии и городской архитектуры и дизайна, в 1978—1980 годах — куратор государственных школ Бостона.